# برادیه
برادیه (به فرانسوی: Bradia) یک شهرک در مراکش است که در استان فقیه بن صالح واقع شده‌است. برادیه ۶٬۵۶۴ نفر جمعیت دارد.